# ساشا ديلاي
ساشا ديلاي (بالفرنسية: Sacha Delaye) هو لاعب كرة قدم فرنسي في مركز الوسط، ولد في 23 أبريل 2002 في رين في فرنسا.

## وصلات خارجية
- ساشا ديلاي على موقع قاعدة بيانات كرة القدم.إي يو (الإنجليزية)
- ساشا ديلاي على موقع Soccerway.com (الإنجليزية)
- ساشا ديلاي على موقع عالم كرة القدم.نت (الإنجليزية)